# Desmomys
Genre
Desmomys est un genre de rongeur endémique d'Éthiopie.

## Liste des espèces
- Desmomys harringtoni (Thomas, 1902)
- Desmomys yaldeni Lavrenchenko, 2003